# Lübecker Senat 1899 und 1900

Flagge Lübecks 1890–1935

Der Senat der Freien und Hansestadt Lübeck als Kabinett in den Jahren 1899 und 1900.

## Bürgermeister

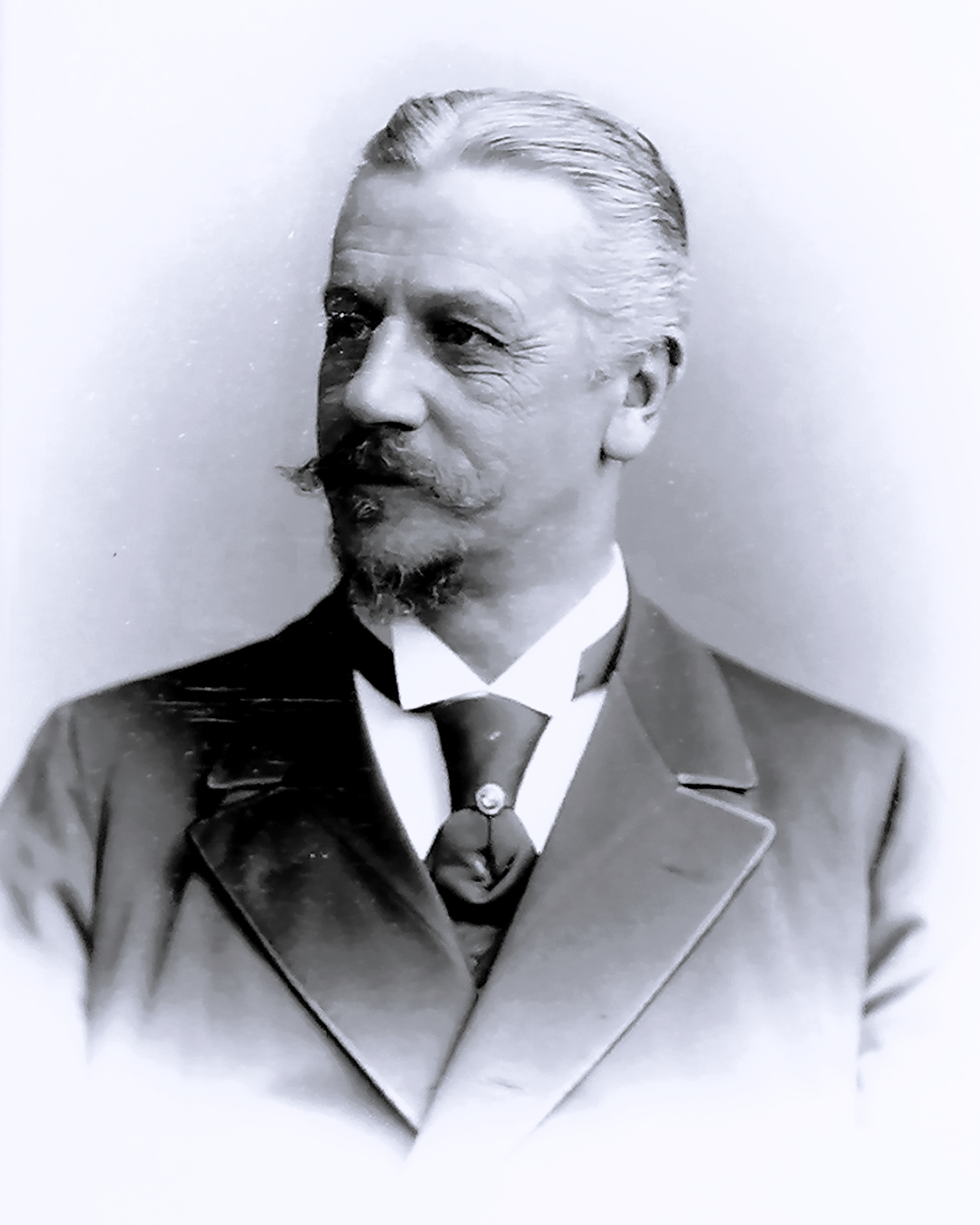
Heinrich Klug

- Heinrich Klug, Senator seit 1879

## Senatoren
- Heinrich Theodor Behn, seit 1858
- Wilhelm Brehmer, seit 1870
- Heinrich Alphons Plessing, seit 1879
- Emil Wolpmann, seit 1883
- Johann Hermann Eschenburg, seit 1884
- Johann Georg Eschenburg, seit 1885
- Georg Arnold Behn, seit 1889
- Hermann Deecke, seit 1891
- Karl Alfred Brattström, seit 1892. Austritt aus dem Senat 1899.
- Friedrich Heinrich Bertling, seit 1893
- Ernst Christian Johannes Schön, seit 1895
- Emil Ferdinand Fehling, seit 1896
- Alfred Stooß, seit 1897
- Eduard Friedrich Ewers, seit 1899